# Deutsch-venezolanische Beziehungen
Die Deutsch-Venezolanischen Beziehungen haben eine lange Tradition und wurden im Jahre 1871 offiziell aufgenommen. In der Amtszeit von Nicolás Maduro haben sich die Beziehungen verschlechtert  und 2019 erklärte Venezuela den deutschen Botschafter Daniel Kriener zur unerwünschten Person, er konnte allerdings bald darauf wieder ins Land zurückkehren. Enge Beziehungen zu Venezuela unterhalten weiterhin Teile der deutschen Linken.

## Geschichte
Deutsche waren bereits im 16. Jahrhundert an der Kolonisierung von Venezuela beteiligt. Im Jahre 1528 übertrug Kaiser Karl V. den Welsern aus Augsburg die Statthalterschaft über die Kolonie Klein-Venedig (der Name Venezuela geht auf Venedig zurück). Unter dem Namen Neu-Augsburg wurde die Stadt Coro als Hauptstadt des Gebiets gegründet. Ein Jahr später gründete Ambrosius Alfinger die Stadt Maracaibo unter dem Namen Neu-Nürnberg. Im Jahre 1535 versuchten Georg Hohermuth von Speyer und Philipp von Hutten von der Kolonie aus das mythische Eldorado zu erreichen. Den Welsern wurde nach einem Rechtsstreit schließlich 1556 von der spanischen Krone die Statthalterschaft über Klein-Venedig entzogen.
Im 17. und 18. Jahrhunderts waren möglicherweise Jesuiten aus Deutschland im spanischen Venezuela präsent, wobei die Quellenlage allerdings unsicher ist. 1799 begann die Südamerikareise von Alexander von Humboldt mit dessen Ankunft in Cumaná. Bei den Unabhängigkeitskriegen Anfang des 19. Jahrhunderts kämpften deutsche Offiziere und Söldner auf der Seite von der Armee von Simón Bolívar für die Unabhängigkeit Venezuelas, darunter Johann von Uslar. Die Hansestädte etablierten nach der Unabhängigkeit Vertretungen in Venezuela und Ende der 1820er Jahre wurde von dem Lübecker Kaufmann Georg Blohm eine regelmäßige Schiffsverbindung zwischen Caracas und Hamburg hergestellt. Deutsche Kaufleute, Forscher und Migranten ließen sich im Land nieder und 1843 wurde von Einwanderern aus dem Kaiserstuhl die Colonia Tovar gegründet. Deutsche Einwanderer gründeten Kultur- und Bildungseinrichtungen, lernten Spanisch und integrierten sich in die Mehrheitsgesellschaft.
Der Norddeutsche Bund eröffnete 1968 eine Gesandtschaft in Venezuela, die drei Jahre später nach der Deutschen Einigung in eine Botschaft umgewandelt wurde und 1893 wurde unter Joaquín Crespo eine venezolanische Gesandtschaft im Deutschen Reich etabliert. 1899 wurde der Deutsch-Venezolanische Club gegründet. 1902 kam es zu einem diplomatischen Konflikt, nachdem deutsche Staatsbürger in Venezuela enteignet wurden. Daraufhin blockierten britische und deutsche Schiffe die Küste von Venezuela. Der Streit konnte ein Jahr später beigelegt werden. Nach dem Ersten Weltkrieg vertieften sich die wirtschaftlichen Beziehungen zwischen beiden Ländern und Deutschland wurde für Venezuela zu einem der wichtigsten Handelspartner. Im Zweiten Weltkrieg blieb Venezuela erst neutral und brach die diplomatischen Beziehungen zu NS-Deutschland schließlich im Jahre 1941 ab. Nachdem deutsche U-Boote den Schiffsverkehr vor Venezuela gestört hatten, wurde deutsches Vermögen im Land enteignet und deutsche Einrichtungen geschlossen.
Nach dem Zweiten Weltkrieg wurden am 28. April 1954 wieder diplomatische Beziehungen zwischen der Bundesrepublik Deutschland (BRD) und Venezuela aufgenommen. Deutsche Unternehmen wurden in der Nachkriegszeit zunehmend im Land aktiv, welches damals zu den wohlhabendsten in Lateinamerika zählte. Eine Deutsch-Venezolanische Industrie- und Handelskammer wurde schon bald darauf gegründet. Nach dem Ende der Hallstein-Doktrin nahm Venezuela 1973 auch mit der Deutschen Demokratischen Republik (DDR) diplomatische Beziehungen auf. Nach der deutschen Wiedervereinigung besuchte Bundespräsident Roman Herzog 1996 Venezuela. Hugo Chávez wurde 1999 Präsident Venezuelas und schlug in der Außenpolitik einen antiwestlichen Kurs ein. Er machte 2005 den deutschen Soziologen Bernard Mommer zu seinem stellvertretenden Minister im Energie- und Erdölministerium.
Im Jahre 2008 attackierte Chávez die deutsche Bundeskanzlerin Angela Merkel und bezeichnete sie als Teil der deutschen Rechten, "die Hitler unterstützt hat". Martin Schulz bezeichnete Chávez daraufhin als "politischen Wirrkopf". Nach dem Tod von Chávez 2013 regierte sein Nachfolger Nicolás Maduro zunehmend autoritär, was die Beziehungen mit Deutschland weiter verschlechterte. Nach Massenprotesten in Venezuela erkannte Deutschland 2019 gemeinsam mit anderen westlichen Staaten den Oppositionspolitiker Juan Guaidó als Interimspräsidenten des Landes an während gleichzeitig der außenpolitische Sprecher der Partei Die Linke, Andrej Hunko, auf einem "Staatsbesuch" Präsident Maduro in Caracas traf und sich mit ihm solidarisierte, was auf Kritik in Deutschland stieß. Nach dem Abklingen der Proteste in Venezuela wurde die Anerkennung Guaidós als Präsident von Venezuela von der Bundesregierung allerdings 2021 wieder rückgängig gemacht.

## Wirtschaft
Zwischen beiden Ländern besteht ein Investitionsförderungsvertrag und ein Doppelbesteuerungsabkommen. Mit der schweren Wirtschaftskrise in Venezuela ab 2013 sind die wirtschaftlichen Kontakte allerdings eingebrochen und viele deutsche Unternehmen haben sich aus dem Land zurückgezogen. 2016 wurde die direkte Flugverbindung zwischen Caracas und Frankfurt am Main eingestellt. Das bilaterale Handelsvolumen lag 2021 nur noch bei 93 Millionen Euro und betrug damit nur noch einen Bruchteil von dem mit dem Nachbarland Kolumbien (2,6 Milliarden Euro).

## Kultur
Es bestehen zahlreiche kulturelle Kontakte zwischen beiden Ländern. Zu den deutschen Institutionen, welche im Land aktiv sind, zählen das Goethe-Institut, die Asociación Cultural Humboldt sowie die evangelische und die römisch-katholische Kirche Deutschlands. Mit dem Colegio Humboldt Caracas besteht eine deutsche Auslandsschule im Land.

## Migration
Seit dem 16. Jahrhundert kam es zu deutscher Migration nach Venezuela und Deutsche gründeten Städte wie Coro, Maracaibo und Colonia Tovar. Letztere Siedlung weist bis ins 21. Jahrhunderts eine starke deutsche kulturelle Prägung auf.
2018 lebten knapp 6000 Venezolaner in Deutschland. Im Rahmen der Wirtschaftskrise im Land flüchteten unter der Maduro-Regierung knapp sechs Millionen Venezolaner aus ihrem Heimatland, davon ließen sich bis 2020 knapp 10.000 in Deutschland nieder.

## Diplomatische Standorte
- Deutschland hat eine Botschaft in Caracas.[16]
- Venezuela hat eine Botschaft in Berlin und ein Generalkonsulat in Frankfurt am Main.[17]